# Littérature norroise

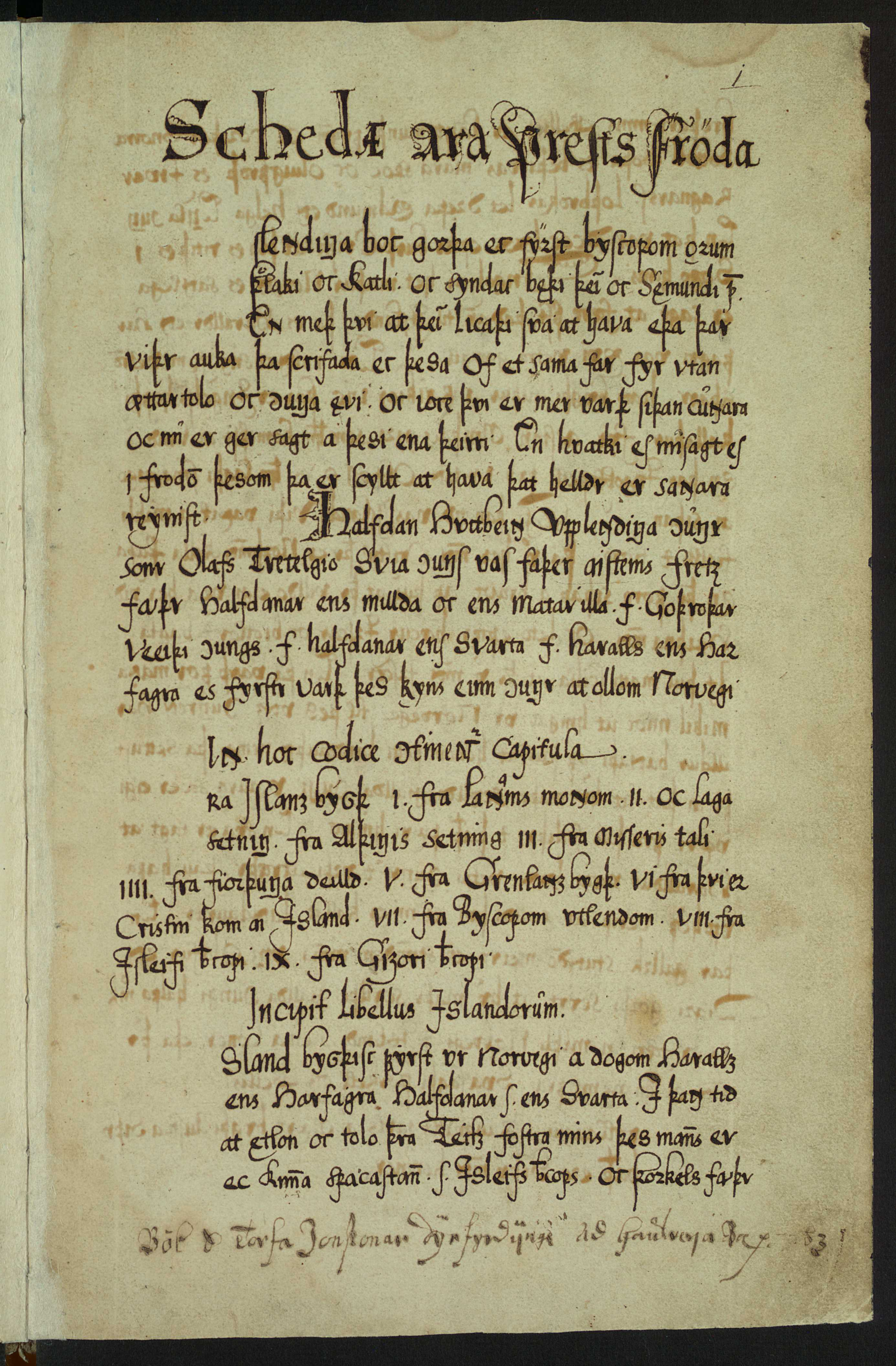
Première page d'une copie de l'Íslendingabók datant du XVII.

La littérature norroise, ou littérature vieux-norroise est la littérature écrite en vieux norrois, la langue de la Scandinavie au Moyen Âge (jusqu'à environ 1350), c'est-à-dire de la Norvège, de la Suède et du Danemark, et, dans un sens plus large, des régions colonisées à cette époque par ces populations : Islande, îles Féroé, Orcades, Shetland et Groenland.
Jusqu'à environ l'an mille, la littérature norroise consiste en de courtes inscriptions en runes sur des pierres dites pierres runiques. Puis les peuples scandinaves adoptent l'alphabet latin, et commencent à composer de plus longs textes, notamment les sagas islandaises.

## Définition

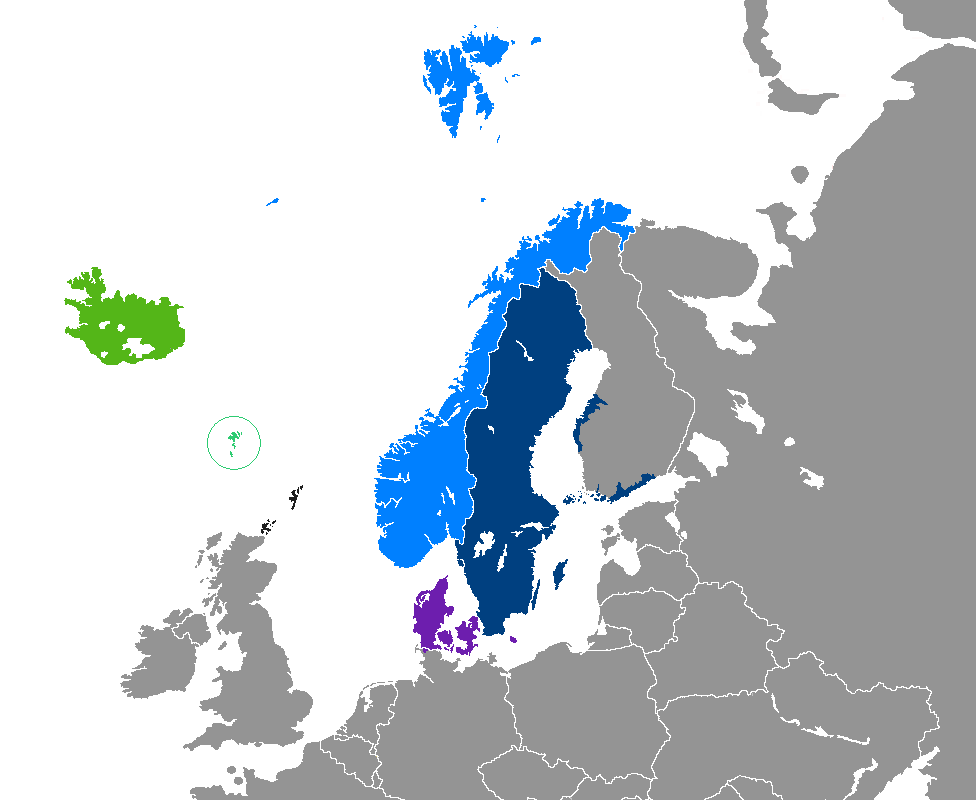
Carte des aires de langue scandinave.

Il n'existe pas de définition unique de ce qu'est le vieux norrois, et par conséquent, de ce qu'est la littérature norroise.
Dans le sens le plus large, le terme « vieux norrois » désigne la langue du Danemark, de la Norvège, et de la Suède, ainsi que des colonies scandinaves telles que l'Islande, durant l'âge des Vikings (v.  750-1050), le haut Moyen Âge et le Moyen Âge central (v.  1050-1350),,.
A l'opposé, dans le sens le plus restreint, le terme peut ne désigner que le vieux norvégien du Moyen Âge haut et central.
Enfin, on peut trouver une définition intermédiaire, notamment utilisée par la Viking Society for Northern Research et la Bibliothèque nationale de France, qui consiste à considérer le terme comme désignant la langue de la Norvège entre environ 750 et 1350 (après quoi le norvégien évolue considérablement) et la langue islandaise entre la colonisation du pays (v.  870) et la Réforme protestante (v.  1550, ce qui constitue plus une barrière culturelle que linguistique),. Dans cette dernière acception du terme, le vieux norrois (en islandais : norræna - en norvégien : norrønt), aussi appelé « vieux norrois occidental », consiste en la variété occidentale des langues scandinaves, elle-même constituant le groupe septentrional des langues germaniques (contenant aussi l'anglais, l'allemand et le néerlandais).
Néanmoins, le vieux norrois n'étant pas entièrement uniforme : il s'agit plutôt d'une collection de dialectes avec de nombreuses affinités, et doit par conséquent être compris comme un terme générique pour désigner vieil islandais, vieux norvégien, vieux danois, vieux suédois et vieux gotlandais — mais il est souvent utilisé comme synonyme de vieil islandais, car la majorité des sources viennent d'Islande. Même pris dans le sens plus restreint (uniquement la langue médiévale norvégienne et islandaise), bien qu'il existait une unité entre les différentes dialectes du monde scandinave occidental durant cette période, le norvégien de 750 n'est pas le même que celui de 1350, et, quand les colons norvégiens emporteront leur langue en Islande, elle divergera par certains aspects de la langue mère norvégienne.

## Histoire

### Origines de la langue
L'origine du vieux norrois commence avec l'expansion de l'indo-européen commun, ancêtre des langues germaniques, slaves, celtiques, indo-iraniennes, romanes et grecques. Avec les migrations, le commerce avec d'autres civilisations, et le contact avec des langues non-indo-européennes. Au fil des siècles naît ainsi le proto-germanique ou germanique commun.
Le proto-germanique va lui-même se scinder en trois groupes entre la fin de l'ère pré-chrétienne et le début de l'ère chrétienne :
- le groupe des langues germaniques occidentales, d'où sont issus le vieil anglais, le vieux frison, le vieux haut allemand et le vieux saxon[8] ;
- le groupe des langues germaniques orientales, seulement attestée par le gotique, aujourd'hui éteint[8] ;
- le groupe des langues germaniques septentrionales ou langues scandinaves[8].

En vérité cette vision en trois branches est simpliste, et le vieux norrois possède des similitudes avec le groupe occidental que n'a pas le gotique, et des similitudes avec le gotique que n'a pas le groupe occidental.
Le vieux norrois occidental a ses origines en Norvège, et, du fait de l'expansion territoriale scandinave durant l'âge des Vikings, a gagné l'Islande, les îles Féroé, le Groenland et l'Irlande. Néanmoins, ce n'est qu'en Islande et Norvège qu'une véritable tradition littéraire écrite s'est constituée.

### Littérature runique

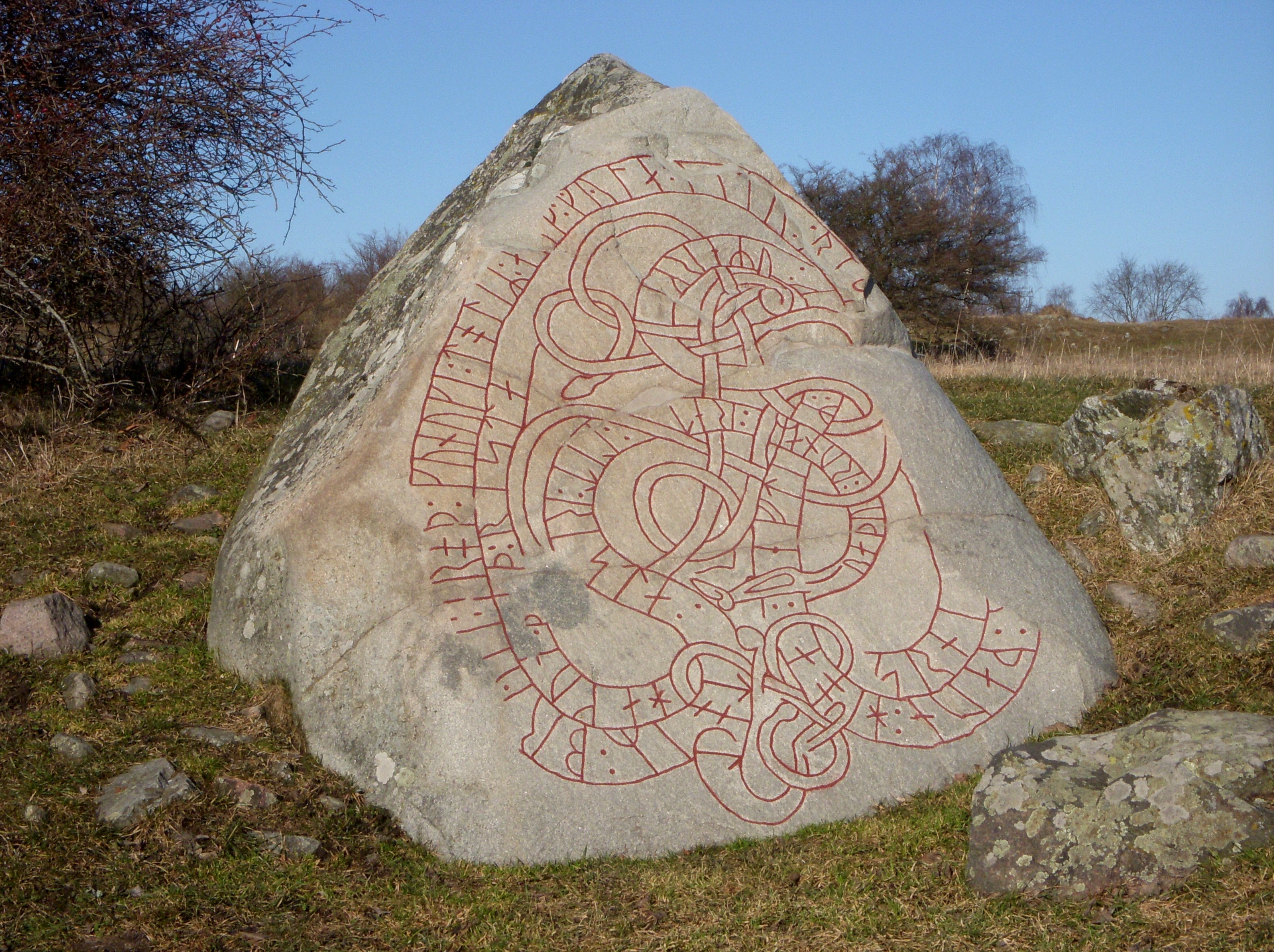
La pierre runique de Hovgården, en Suède.

Avant 1150 environ, notre connaissance du vieux norrois se limite aux inscriptions runiques, aux fragments conservés dans des sources étrangères, et aux vers composés durant l'âge des Vikings mais n'ayant été enregistrés par écrit que dans les manuscrits médiévaux. Les pierres runiques, souvent écrites dans un dialecte encore plus archaïque que le vieux norrois, remontent pour les plus anciennes au IIe siècle. La plupart se trouvent au Danemark et en Suède.

### Littérature en alphabet latin
À partir de 1150, on trouve des manuscrits norvégiens et islandais écrits en langue vernaculaire avec l'alphabet latin. L'essentiel de ces ouvrages ont été composés durant les XIIIe et XIVe siècles.
La plupart des textes norrois sont originaires d'Islande. Parmi eux, la poésie eddique semble constituer le genre le plus ancien.
Un autre genre majeur, la poésie scaldique, a été préservée grâce à l'Edda en prose de Snorri Sturluson.
Par ailleurs, les Islandais se sont également intéressés à l'histoire. Le principal ouvrage en la matière est l'Íslendingabók (« Livre des Islandais ») d'Ari Þorgilsson, qui retrace le début de l'histoire de l'Islande, de sa colonisation au début du XIIe siècle,.
Une large part des œuvres islandaises constituent le genre des sagas. Il s'agit de compositions en prose, rédigés par un seul auteur dans le but d'être lues en tant que divertissement. La plupart des sagas traitent de personnages ou groupes historiques, et prétendent retracer des événements réels. Mais souvent la part historique ne constitue qu'un cadre autour duquel l'art narratif prend forme. Les personnages des sagas sont souvent des rois norvégiens, les premiers colons de l'Islande, des membres de la famille de Snorri Sturluson, ou des personnages légendaires ; et les principaux thèmes abordés sont les querelles et les vengeances entre familles.